# RUFAC
Rețeaua R.U.F.A.C. (Réseau des Universités Francophones Alexandru Ioan Cuza) este o rețea a cooperării francofone constituită de către Universitatea Alexandru Ioan Cuza din Iași în martie 2005. R.U.F.A.C. a fost concepută de către Universitatea ieșeană ca o rețea a principalilor săi parteneri francofoni, fapt care să permită dezvoltarea cooperării universitare francofone și să dezvolte un parteneriat multiplu care să promoveze excelența în educație, cercetare și management academic, având ca mijloc de comunicare francofonia. 

## Scopul rețelei R.U.F.A.C.
Rețeaua R.U.F.A.C. are scopul de a promova formarea și cercetarea francofonă, în special prin crearea de module, programe de studii, filiere de studii universitare și de doctorat (inclusiv în cotutelă), prin organizarea de întâlniri și colocvii științifice internaționale, publicații și orice altă altă activitate de formare și cercetare, în colaborare cu alte instituții și în special cu Organizația Internațională a Francofoniei.

## Membri fondatori
| Franța - Universitatea Lille Nord din Franța - Universitatea Lille I - Universitatea din Angers – Universitatea din Angers - Universitatea din Poitiers Elveția - Universitatea din Geneva – Universitatea din Geneva România - Universitatea Alexandru Ioan Cuza Belgia - Universitatea Catolică din Louvain |